# Безбородов, Юрий Сергеевич
Юрий Сергеевич Безбородов (род. 17 июня 1978, Тюменская область, РСФСР, СССР) — российский ученый, юрист-международник, представитель уральской школы международного права, доктор юридических наук (2019), профессор Уральского государственного юридического университета (УрГЮУ) и Уральского федерального университета (УрФУ). Член Российской ассоциации международного права.

## Биография
Родился 17 июня 1978 года в Тюменской области.
В 2000 году окончил Тюменский государственный университет, защитив дипломный проект на тему «Международно-правовое сотрудничество государств в области налогообложения» под рук. проф. С. Ю. Марочкина.
С 2000 по 2003 годы — учёба в очной аспирантуре Уральской государственной юридической академии.
В 2003 году в совете Казанского государственного университета защитил кандидатскую диссертацию на тему «Международные модельные нормы» под научным руководством к.ю.н., доцента Суворовой В. Я.
В 2019 году в совете при Казанском федеральном университете защитил докторскую диссертацию «Методы и формы правовой конвергенции в международном праве» (официальные оппоненты: Рейн Мюллерсон и Вячеслав Гаврилов).
С 2002 года работает на кафедре международного права УрГЮУ имени В.Ф. Яковлева: преподавателем (2002), старшим преподавателем (2004) и доцентом (2006). В 2009 году утверждён в учёном звании «доцент». С 2004 по 2005 годы возглавлял международно-правовой факультет Института внешнеэкономических отношений и права, с 2005 по 2010 год был заместителем директора Института юстиции УрГЮА. С 2010 года — заместитель главного редактора «Российского юридического журнала».
Стажировался в Ганноверском университете в Германии (2006) и Лёвенском университете в Бельгии (2011). Участвовал в European Union Visitors Programme (2012).
Член редколлегий и редсоветов научных юридических журналов, член диссертационного совета при УрГЮУ по защитам кандидатских и докторских диссертаций. Член Комиссии по международным делам и научному сотрудничеству Московского регионального отделения Общероссийской общественной организации «Ассоциация юристов России» и Совета Премии "Международное право в XXI веке" Центра международных и сравнительно-правовых исследований.

## Научная деятельность
Сфера научных интересов: теория и история международного права, процессы сближения правовых систем — международной и национальных. Разработал концепцию сближения (конвергенции) правовых систем посредством специальных юридических методов (гармонизация, унификация и интеграция) и в двух основных формах — международный договор и международная организация. Автор около сотни научных трудов статей, монографий, учебников, среди которых наиболее известные:
- Международные модельные нормы[9]
- Методы и формы правовой конвергенции в международном праве[10]
- Международное право (учебник)[11]
- Европейское право (учебник)[12]
- The Shanghai Cooperation Organization: Exploring New Horizons[13]
- Международное право (учебник)[14]